# Syllabub

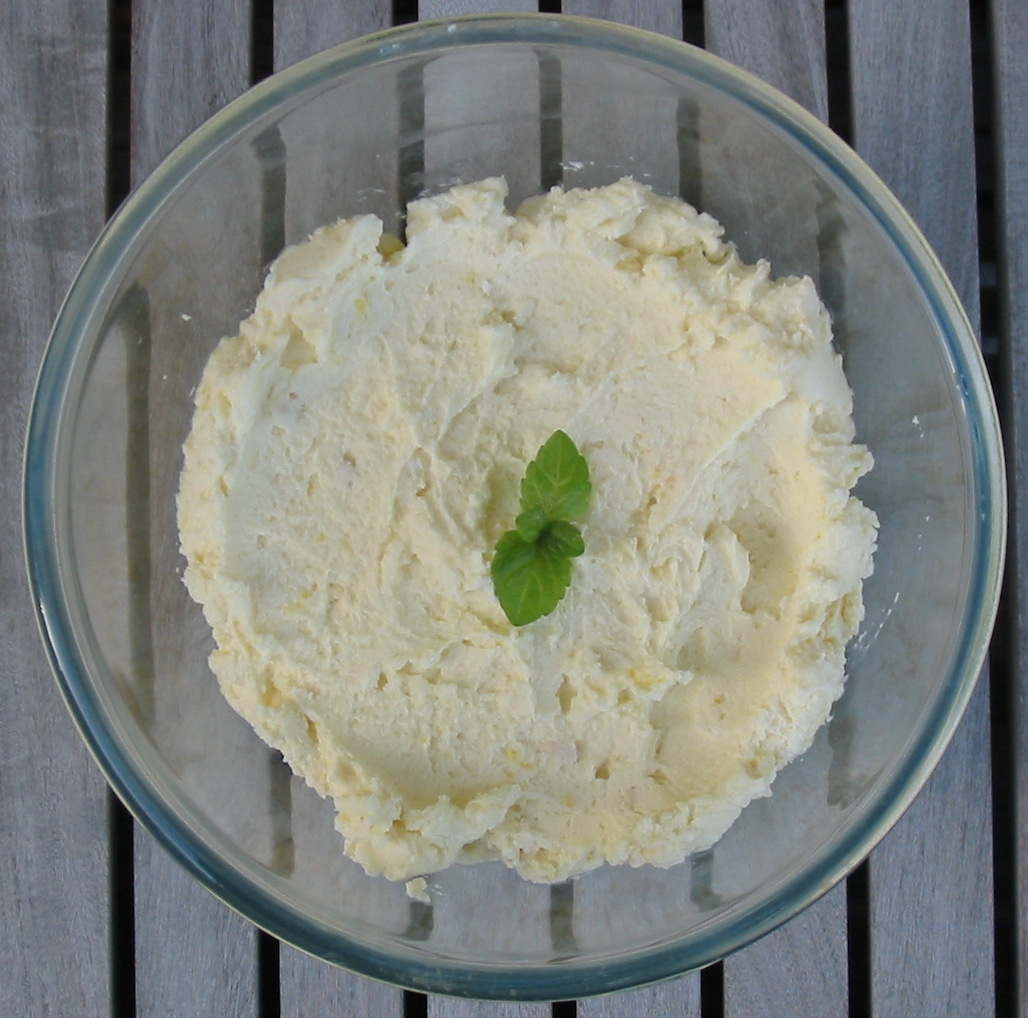
Syllabub.

El syllabub (también sillabub o sillibub) es un postre tradicional de Inglaterra, popular entre los siglos XVI y XIX. Suele hacerse con leche entera o nata condimentada con azúcar y ligeramente cortada con vino.
 Mrs Beeton (1861) da dos recetas.
Otra receta pide mezclar los demás ingredientes juntos en un cuenco grande, «ponerlo bajo la vaca y ordeñar hasta llenarlo».

## Historia
La receta se remonta a la época de la dinastía Tudor que gobernó Inglaterra de 1485 a 1603. En sus primeras variantes era una bebida hecha con sidra y leche fresca, ordeñándose a la vaca directamente en una jarra de cerveza. Esto creaba un efecto espumoso parecido al del capuchino.